# Заслуженный природоохранник Украины
Заслуженный природоохранник Украины (укр. Заслужений природоохоронець України) — государственная награда Украины — почётное звание, присваиваемое Президентом Украины согласно Закону Украины «О государственных наградах Украины».

## Положение о почётном звании
В соответствии с Положением о почётных званиях Украины, почётное звание «Заслуженный природоохранник Украины» присваивается работникам учреждений и организаций охраны природы, научных и научно-исследовательских учреждений за значительный вклад в охрану редких и исчезающих видов флоры и фауны, восстановление и сохранение природных ресурсов Украины.
Присвоение почётного звания производится указом Президента Украины. Почётное звание может быть присвоено гражданам Украины, иностранцам и лицам без гражданства.
Присвоение почётного звания посмертно не производится.

## Описание нагрудного знака
- Нагрудный знак к почётному званию «Заслуженный природоохранник Украины» аналогичен нагрудным знакам других почётных званий Украины категории «заслуженный».
- Нагрудный знак изготавливаются из серебра и содержит под названием почётного звания изображение пальмовой ветви.
- Нагрудный знак имеет форму овального венка, образованного двумя ветвями лавровых листьев. Концы ветвей внизу обвиты лентой. В середине венка помещен фигурный картуш с надписью «Заслужений природоохоронець». Картуш венчает малый Государственный Герб Украины.
- Лицевая сторона нагрудного знака выпуклая. Все изображения и надписи рельефные.
- На оборотной стороне нагрудного знака — застежка для прикрепления к одежде.
- Размер нагрудного знака: ширина — 35 мм, длина — 45 мм.